# Batalla de Blenheim
La batalla de Blenheim va tenir lloc el 1704 a la segona fase de la guerra de Successió Espanyola, a la qual es van enfrontar les tropes angleses de John Churchill, duc de Marlborough i les italianes d'Eugeni de Savoia amb les franco-bavareses de Camille de Tallard, i que va acabar amb la retirada per part de Baviera de la guerra.

## Antecedents
El duc de Marlborough va dirigir una força combinada d'anglesos, holandesos i alemanys als Països Baixos, on va capturar places importants, principalment Lieja. Al Rin, un exèrcit imperial dirigit per Lluís de Baden va prendre Landau el setembre, però l'amenaça sobre d'Alsàcia va esvair-se arran de l'entrada a la guerra de Maximilià II Manuel de Baviera al bàndol francès. El Príncep Lluís es va retirar més enllà del Rin, on el derrotà l'exèrcit francès de Claude Louis Hector de Villars a la batalla de Friedlingen.
Marlborough entrà a Bonn el 1703 i forçà l'elector de Colònia a marxar a l'exili; tanmateix, no va aconseguir prendre Anvers i els francesos venceren a Alemanya. Un exèrcit franco-bavarès, dirigit pel duc de Villars i Maximilià II Manuel de Baviera derrotà les tropes imperials de Lluís de Baden i de Hermann Stirum, però la timidesa de l'elector va impedir dur a terme una marxa sobre Viena, per la qual cosa, Villars va dimitir.
Les victòries franceses van continuar al sud d'Alemanya amb un nou exèrcit dirigit per Camille de Tallard, triomfant al Palatinat, i es va tornar a plantejar de nou la possibilitat d'atacar Viena, però a finals de 1703, Pere II de Portugal i Víctor Amadeu II de Savoia es van passar al bàndol austríac i si en un principi, els anglesos estaven disposats a acceptar Felip d'Anjou com a rei d'Espanya, ara consideraven millor per als seus interessos comercials el domini dels regnes hispànics per Carles d'Àustria, que esdevindria Carles III de Castella i d'Aragó.
El 1704, el pla dels francesos fou usar l'exèrcit de François de Neufville de Villeroy als Països Baixos per aturar l'avenç de les tropes de Marlborough, mentre les forces franco-bavareses dirigides per Maximilià II Manuel de Baviera i Ferdinand de Marsin, el substitut de Villars, marxessin cap a Viena. Ignorant els desitjos dels holandesos, que s'estimaven més mantenir les seves tropes als Països Baixos, va dirigir les forces angleses i holandeses cap al sud d'Alemanya, tot i que les línies de comunicació al llarg del Rin estarien irremeiablement exposats a la interferència de França, que controlava el marge esquerre del riu i segur que perdria homes i cavalls per esgotament i malaltia. Mentrestant, Eugeni de Savoia va dirigir-se cap al nord des d'Itàlia amb l'exèrcit austríac per tal d'evitar l'atac sobre Viena pels franco-bavaresos.

## La marxa cap al Danubi

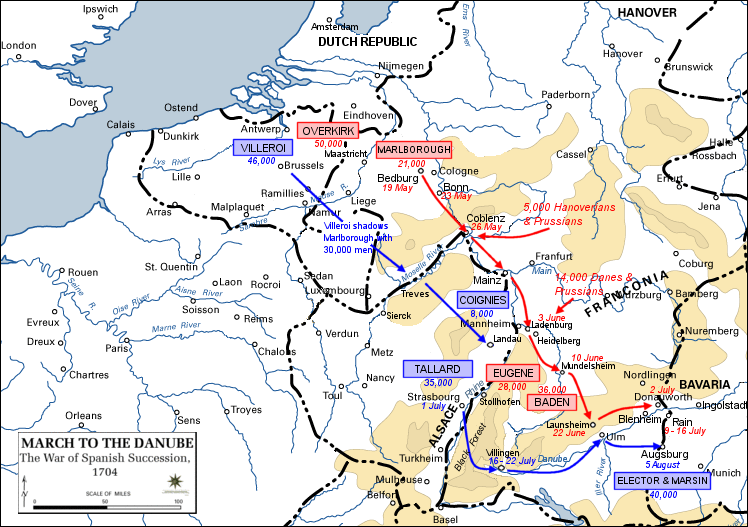
La marxa de Marlborough cap al Danubi

Marlborough va sortir de Bedburg el 19 de maig amb un exèrcit compost per 66 esquadrons, 31 batallons i 38 canons i morters, amb un total de 21.000 homes. Aquesta força havia de créixer pel camí de manera que en arribar al Danubi serien 40.000 homes (47 batallons i 88 esquadrons). Mentre Marlborough va moure el seu exèrcit, el general Hendrik van Nassau-Ouwerkerk es va mantenir a la defensiva a les Províncies Unides per si François de Neufville de Villeroy passava a l'atac. El duc havia assegurat als neerlandesos que si els francesos passaven a l'ofensiva tornaria a temps, però Villeroy va seguir a Marlborough.
Mentre progressaven els preparatius aliats, els francesos s'esforcen per mantenir i reabastir al mariscal Ferdinand de Marsin, que havia lluitat amb l'elector de Baviera contra Lluís de Baden, el comandant imperial, sent les seves línies de comunicació a través de la Selva Negra. El 14 de maig, eludint Hans Karl von Thüngen, Camille de Tallard va fer arribar 10.000 reforços i subministraments i municions i retornant, en ser un destacat èxit militar.
El 26 de maig, Marlborough va arribar a Coblença, on el Mosel·la s'uneix amb el Rin i l'endemà l'exèrcit va creuar a la riba dreta del Rin, on es va aturar per afegir 5.000 prussians i de Hanover. Els francesos van creure en un segon objectiu la incursió aliada a Alsàcia i l'atac a la ciutat d'Estrasburg, que Marlborough va fomentar amb la construcció de ponts sobre el Rin a Philippsburg, i que va animar Villeroi a ajudar Tallard en la defensa d'Alsàcia, i paralitzar el pla francès de marxar sobre Viena.

## Batalla
Després d'haver-se trobar, les tropes de Marlborough i d'Eugeni de Savoia van enfrontar-se als francesos dirigits per Tallard a Blenheim

## Conseqüències
La batalla resultà un èxit rotund per al duc de Marlborough i Eugeni de Savoia, fins al punt que Baviera va retirar-se de la guerra. Després d'aquesta batalla, Marlborough marxà cap als Països Baixos i Eugeni de Savoia se'n tornà a Itàlia.